# John Joseph Hogan

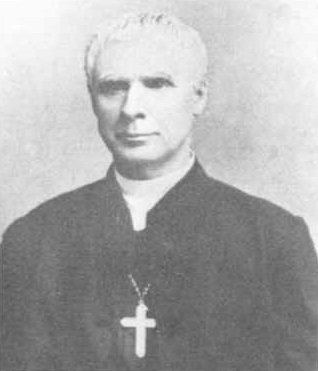

John Joseph Hogan (* 3. März 1829 in Bruff, Irland; † 21. Februar 1913) war ein irisch-amerikanischer römisch-katholischer Bischof.

## Leben
Hogan empfing am 10. April 1852 das Sakrament der Priesterweihe für das Erzbistum Saint Louis.
Am 3. März 1868 ernannte ihn Papst Pius IX. zum Bischof von Saint Joseph. Der Erzbischof von Saint Louis, Peter Richard Kenrick, spendete ihm am 13. September desselben Jahres in St. Louis die Bischofsweihe. Mitkonsekratoren waren John Baptiste Miège SJ, Apostolischer Vikar des Indianer-Territorium östlich der Rocky Montains, und Patrick Augustine Feehan, Bischof von Nashville. Papst Leo XIII. ernannte ihn am 10. September 1880 zum Bischof von Kansas City und gleichzeitig zum Apostolischen Administrator von Saint Joseph. Am 19. Juni 1893 gab er letzteres Amt nach der Ernennung eines Bischofs, Maurice Francis Burke, wieder auf.
Er nahm als Konzilsvater am Ersten Vatikanischen Konzil teil.